# Bowman-Halbinsel
Die Bowman-Halbinsel ist eine vereiste, rund 40 km lange und etwa 24 km breite Halbinsel zwischen Orville-Küste des westantarktischen Ellsworthlands und Lassiter-Küste im Palmerland auf der Antarktischen Halbinsel. Sie trennt das Nantucket Inlet im Norden vom südlich liegenden Gardner Inlet und endet in südlicher Richtung mit dem Kap Adams.
Entdeckt wurde sie bei der Ronne Antarctic Research Expedition (1947–1948). Deren Leiter Finn Ronne benannte die Halbinsel nach dem Geographen Isaiah Bowman (1878–1950), Präsident der Johns Hopkins University von 1935 bis 1948.